# Lento (canção de Lauren Jauregui)
"Lento" é uma canção da cantora e compositora americana Lauren Jauregui, em colaboração com o produtor porto-riquenho Tainy, lançada em 20 de março de 2020. Com uma pegada bastante latina, o single faz uma perfeita mesclagem entre os idiomas inglês e espanhol.

## Videoclipe
Trazendo um conceito diferente de trabalhos antigos, como “Expectations” e “More Than That”, a cantora apostou nas suas raízes cubanas e se jogou no ritmo reggaeton bem sensual, deixando claro que a nova fase promete. Quando perguntada em entrevista porque decidiu apostar no espanhol, Lauren disse: "Foi algo muito natural. Eu não pensei ou decidi que queria usar o espanhol nas minhas músicas. Durante todo o processo de criação, eu tentei explorar ao máximo todas as minhas partes e queria saber o que ia acontecer. Foi muito orgânico e funcionou tão bem! Eu amei a música e fiquei feliz com o resultado. Lento não é inteira em espanhol, tem partes em inglês também, porque é exatamente como me sinto".
O videoclipe da canção foi gravado em uma das praias de Miami, cidade natal de Lauren, e mostra uma espécie de luau com ar mágico onde todos estão dançando sensualmente ao ritmo da música. "Nivele esse tom, eu não sou sua filha/ Vadia, eu fui criada pelas águas do Caribe/ Continuo me movendo como uma onda". É o que diz a letra em algumas estrofes, reforçando o quanto Lauren sente orgulho de sua descendência cubana. Criativamente dirigido por Lauren, o clipe da canção já possui mais de doze milhões de visualizações no Youtube.

## Remix
Depois de oito meses que o single havia sido lançado, Jauregui liberou o remix de "Lento" em colaboração com o cantor e rapper porto-riquenho Rauw Alejandro. A batida e pegada inicial da canção foram mantidas, mas a letra sofreu algumas alterações, se adaptando a voz envolvente do rapper. Na mesma semana, em entrevista, Pabllo Vittar revelou que também chegou a gravar um remix da canção. "Lança logo esse remix, mana!", disse a cantora. Em 22 de janeiro de 2021, o remix foi lançado.

## Faixas e formato
| Single |         |         |  |
| N.º    | Título  | Duração |  |
| 1.     | "Lento" | 2:53    |  |

| Remix |                                                          |         |  |
| N.º   | Título                                                   | Duração |  |
| 1.    | "Lento - Remix" (Lauren Jauregui e Rauw Alejandro Remix) | 3:13    |  |
| 2.    | "Lento - Brabo Remix" (Lauren Jauregui e Pabllo Vittar)  | 2:56    |  |